# Zdeno Zibrín
Zdeno Zibrín (ur. 2 maja 1931 w Breźnie, zm. 29 września 2004) – słowacki taternik, alpinista, ratownik górski i meteorolog.
Zdeno Zibrín był najbardziej aktywny jako taternik w latach 50. i 60. XX wieku, należał wówczas do czołówki czechosłowackich taterników. W Tatrach dokonał szeregu przejść trudnych dróg, w 1955 roku był uczestnikiem zimowego przejścia Grani Tatr Wysokich. W latach 1959–1969 wspinał się w Alpach, do jego największych wyczynów należy przejście sławnych północnych ścian alpejskich, tj. Grandes Jorasses, Matterhornu i Eigeru. Zibrín wspinał się także w innych górach świata, był m.in. w Pirenejach i na Kaukazie. Był również współautorem książki Z Tatier na Eiger wydanej po raz pierwszy w Bratysławie w 1964 roku.
Od 1953 roku był zawodowym ratownikiem górskim w Niżnych Tatrach, w latach 1957–1961 pracował jako meteorolog na Chopoku.